# Корпусной район ПВО
Корпусной район ПВО (корп. р-н ПВО) — территориальное формирование войск противовоздушной обороны во время Великой Отечественной войны, предназначались для обороны наиболее крупных административно-политических и промышленных центров.

## История
Корпусные районы ПВО начали формироваться после начала Великой Отечественной войны на основании постановления ГКО СССР от 9.11.1941 года с целью совершенствования системы управления войсками ПВО. Формирование районов проводилось на базе зон ПВО европейской части СССР, при этом были сформированы:
- корпусные районы ПВО;
- дивизионные районы ПВО;
- бригадные районы ПВО.

В ходе войны продолжалось совершенствование организационной структуры системы ПВО. В связи с возросшим объёмом выполняемых задач и возрастающей их сложностью в январе 1942 года в подчинение командующих Корпусных районов ПВО были переданы части и соединения истребительной авиации ПВО, формировались новые корпусные районы за счет переформирвоания дивизионных районов ПВО, а на базе Московского и Ленинградского корпусных районов ПВО созданы первые объединения войск ПВО — Ленинградская армия ПВО и Московский фронт ПВО (впоследствии — Особая Московская армия ПВО).
Корпусные районы ПВО просуществовали до апреля 1944 года, после чего были переформированы в корпуса ПВО.

## Состав Корпусного района ПВО
В состав Корпусного района ПВО входили части и соединения:
- зенитной артиллерии,
- зенитных пулеметов,
- зенитных прожекторов,
- воздушного наблюдения, оповещения и связи (ВНОС),
- аэростатов заграждения,
- обеспечения.

## Формирования

### Формирования 1941 года
- Московский корпусной район ПВО[1] (сформирован приказом НКО от 24 ноября 1941 года на базе 1-го корпуса ПВО и частей бывшей Московской зоны ПВО. 5 апреля 1942 года переформирован в Московский фронт ПВО[2]. Командующий — генерал-лейтенант артиллерии Журавлев А. Д.);
- Ленинградский корпусной район ПВО (сформирован 9.11.1941 года на базе управления 2-го корпуса ПВО. 5 апреля 1942 года на базе Ленинградского корпусного района ПВО была создана Ленинградская армия ПВО. Командующий — генерал-майор береговой службы Г. С. Зашихин).

### Формирования 1942 года
- Горьковский корпусной район. Переформирован 24 апреля 1942 года из Горьковского дивизионного района ПВО[2]. В апреле 1944 года переформирован в 3-й корпус ПВО и передан в состав Северного фронта ПВО[3]. Командующий — генерал-майор артиллерии Осипов А. А.);
- Сталинградский Краснознаменный корпусной район ПВО (Образован в июне 1942 года на базе Сталинградского дивизионного района ПВО. 21 апреля 1944 года переформирован в 9-й Сталинградский Краснознаменный корпус ПВО. Командующий — полковник, генерал-майор артиллерии (с февраля 1943 года) Е. А. Райнин)

### Формирования 1943 года
- Воронежский корпусной район ПВО (переформирован 7 июня 1943 года из Воронежско-Борисоглебского дивизионного района ПВО[4]. 6 октября 1943 года переименован в Курский корпусной район ПВО);
- Ростовский корпусной район ПВО (переформирован 8 июня 1943 года из Ростовского дивизионного района ПВО. 22 апреля 1944 года переформирован в 10-й корпус ПВО. Командующий — генерал-майор артиллерии Н. В. Марков);
- Северо-Кавказский корпусной район ПВО (переформирован 13 июня 1943 года из Краснодарского дивизионного района ПВО. 21 января 1944 года переименован в Одесский корпусной район ПВО);
- Киевский корпусной район ПВО (6 октября 1943 года переименован из Курского корпусного района ПВО. 21 апреля 1944 года переформирован в 7-й корпус ПВО[3]. Командующий — генерал-майор артиллерии Н. К. Васильков);
- Курский корпусной район ПВО (первого формирования) (6 октября 1943 года переименован из Воронежского корпусного района ПВО[4]. 17 ноября 1943 года переименован в Киевский корпусной район ПВО).
- Мурманский корпусной район ПВО (переформирован 29 октября 1943 года из Мурманского дивизионного района ПВО. 21 апреля 1944 года переформирован в 1-й корпус ПВО (второго формирования)).
- Донбасский корпусной район ПВО (сформирован к 1 ноября 1943 года. 22 апреля 1944 года переформирован в 11-й корпус ПВО)[3].

### Формирования 1944 года
- Курский корпусной район ПВО (второго формирования) (переформирован 14 января 1944 года из Курского дивизионного района ПВО. 26 апреля 1944 года обращен на формирование 84-й и 85-й дивизий ПВО).
- Харьковский корпусной район ПВО (переформирован 16 января 1944 года из Харьковского дивизионного района ПВО. 21 апреля 1944 года переформирован в 6-й корпус ПВО).
- Минский корпусной район ПВО (переформирован 27 января 1944 года из Тульского дивизионного района ПВО. 19 апреля 1944 года переформирован в 4-й корпус ПВО).
- Одесский корпусной район ПВО (переформирован 25 января 1944 года из Северо-Кавказского корпусного района ПВО. 21 апреля 1944 года переформирован в 12-й корпус ПВО).
- Львовский корпусной район ПВО (переформирован 5 февраля 1944 года из Орловского дивизионного района ПВО. 21 апреля 1944 года переформирован в 8-й корпус ПВО. Командующий — генерал-майор артиллерии И. С. Смирнов);

## Награды и почетные наименования
- Сталинградский корпусной район ПВО за мужество, стойкость и боевые заслуги в ходе Сталинградской битвы Указом Президиума Верховного Совета СССР был награждён орденом Красного Знамени. В этой битве войсками района уничтожены свыше 700 самолётов, около 200 танков, до 50 артиллерийских и миномётных батарей, много живой силы и техники противника.[5]